# Boqueijón (parroquia)
Boqueijón (llamada oficialmente San Vicente de Boqueixón) es una parroquia española del municipio de Boqueijón, en la provincia de La Coruña, Galicia. 

## Entidades de población
Entidades de población que forman parte de la parroquia:
- La Iglesia (A Eirexe)
- Forte (O Forte)
- Lamparte
- Maravejanes (Maravexás)
- Orto
- Piñeiro de Abajo (Piñeiro de Abaixo)
- Piñeiro de Arriba

## Despoblado
Despoblado que forma parte de la parroquia:
- Casanova

## Demografía
| Gráfica de evolución demográfica de Boqueijón entre 2000 y 2018 |
|                                                                 |
| Datos según el nomenclátor publicado por el INE.                |